# Мизюлинская роща
Мизюлинская роща — одна из рощ г. Барнаула. Расположена в Индустриальном районе города. Площадь рощи составляет около 11 га. Несмотря на все попытки её сохранить, роща редеет с каждым годом. Ещё несколько лет назад её можно было сравнить с лесом, теперь это, скорее, рассада деревьев. Практически каждый год проходят акции по высадке новых деревьев, омоложению и очистке рощи от мусора. Саженцы появились на месте деревьев, которые по результатам осмотра специалистами МУП «Горзеленхоз» были признаны аварийными. Вместо срубленных старых берёз и кленов высадили 50 молодых деревьев ивы, пирамидального тополя и татарского клёна. Эти породы деревьев, по мнению специалистов, наиболее соответствуют заболоченной почве рощи. В рощу вплотную впираются современные многоэтажные здания, что только ухудшает её нынешнее состояние. Часть Мизюлинской рощи (весьма истерзанная) пока ещё осталась, и сохранить её пока ещё возможно. Хотя внутри «колка» какая-то часть деревьев уже исчезла.
Роща названа по фамилии заимочника-крестьянина Мизюлина, участок которого был в этом районе. На дореволюционных картах роща есть, но там она не роща. а целый лес в небольшом овраге. который назывался "Лог Половинный". То есть Мизюлин тут жил или владел землей где-то в 20-е гг.